# Agabus aubei
Agabus aubei är en skalbaggsart som beskrevs av Jean Pierre Omer Anne Édouard Perris 1869. Agabus aubei ingår i släktet Agabus och familjen dykare. Inga underarter finns listade i Catalogue of Life.